# Bụi

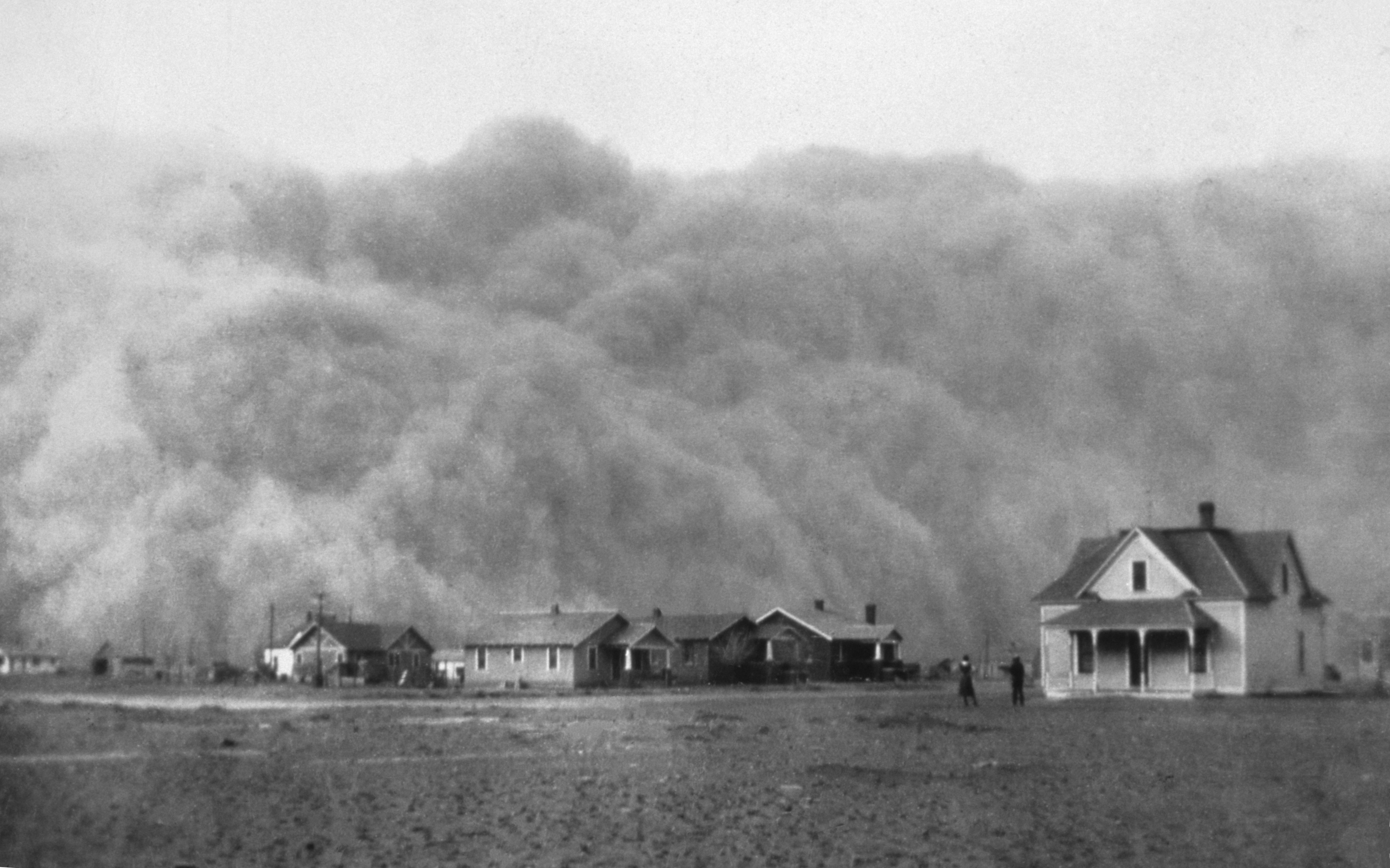
Một cơn bão cát ở Texas, tháng 4 năm 1935

Bụi là tên chung cho các hạt chất rắn có đường kính nhỏ cỡ vài micrômét đến nửa milimét, tự lắng xuống theo trọng lượng của chúng nhưng vẫn có thể lơ lửng trong không khí một thời gian sau. Các hạt to hơn có thể gọi là cát, sỏi. Khi bụi phân tán mạnh trong không khí hay các chất khí nói chung, hỗn hợp khí và bụi được gọi là aerosol rắn.

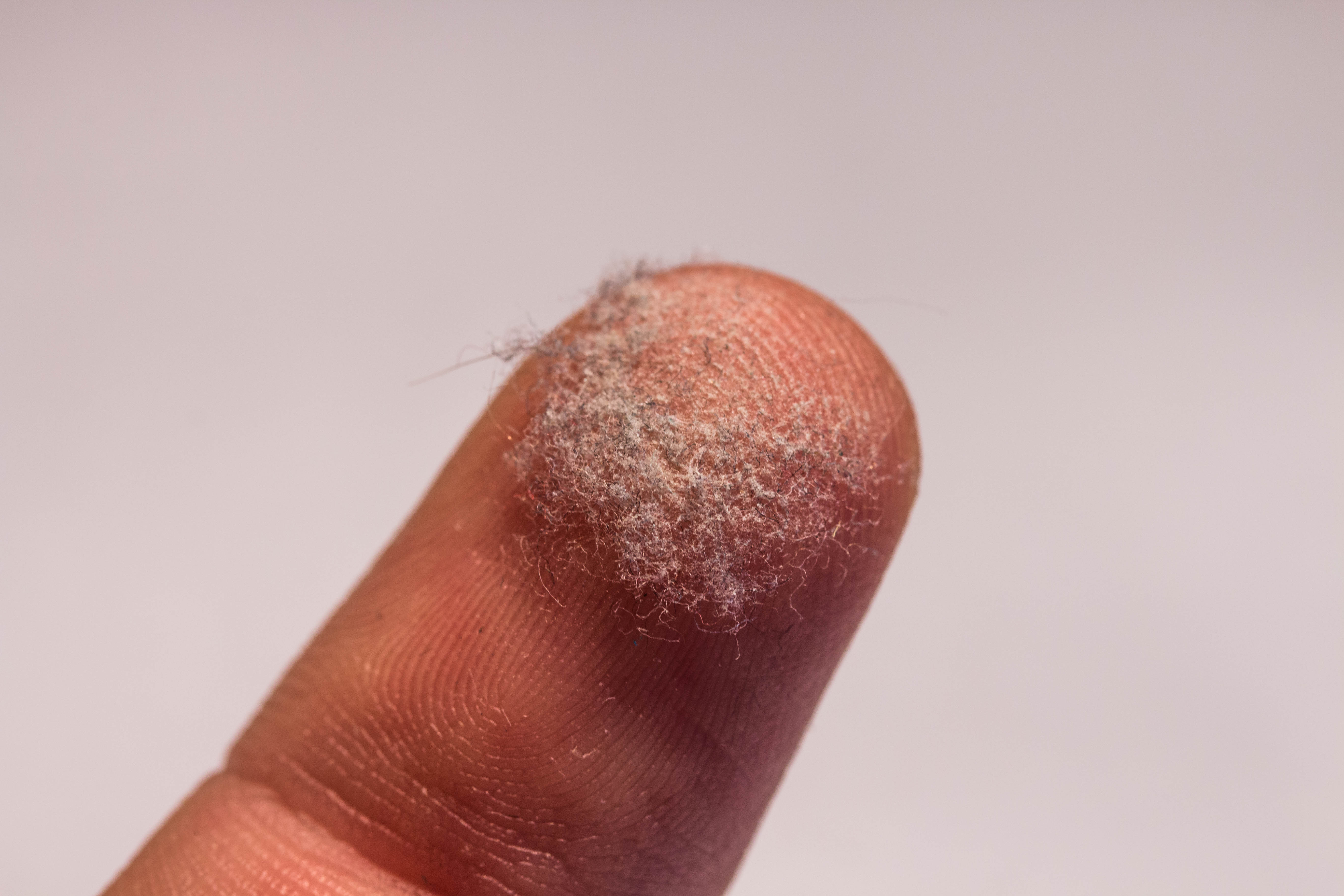
Bụi thông thường quan sát trên ngón tay

Bụi có nhiều tính chất vật lý khác so với khi chúng ở trạng thái chất rắn hay chất lỏng vĩ mô. Xem thêm vật lý sỏi.

## Trong khí quyển Trái Đất
Trong khí quyển Trái Đất, bụi sinh ra từ một số nguồn: đất mịn bị gió cuốn lên, các hoạt động núi lửa, và ô nhiễm không khí.
Các hạt bụi trôi nổi trong khí quyển có thể hấp thụ và bức xạ nhiệt năng của ánh sáng Mặt Trời và tạo nên hiệu ứng mạnh cho khí hậu của Trái Đất.

### Trong nhà
Bụi trong nhà, gồm bụi trong khí quyển trộn với bụi sinh ra do ma sát của các đồ vật trong nhà, chủ yếu từ da người, sợi vải trên quần áo, chăn...
Một số côn trùng nhỏ trong nhà ăn các thành phần hữu cơ của bụi này. Các chất thải của chúng cũng trở thành bụi và có thể gây dị ứng cho người.

### Ngoài đường
Cũng tương tự bụi trong nhà, bụi ngoài đường xuất phát từ đất, từ ma sát trong hoạt động của con người và động vật. Đặc biệt hiện nay ở những nơi dân cư đông đúc, xe cộ qua lại nhiều, làm cho lượng bụi trong khong khí tăng cao, ảnh hưởng không nhỏ đến chất lượng cuộc sống.

### Khống chế bụi
Sử dụng máy lọc không khí

#### Trong nhà
- Chổi quét dùng thu gom các bụi lớn. Phương pháp này có thể không hiệu quả cho các bụi nhỏ, và cuốn các bụi nhỏ lên không khí, ảnh hưởng đến sức khỏe
- Chổi lau sử dụng độ ẩm, thu dọn hiệu quả nhiều bụi trong nhà
- Máy hút bụi, thu hút hiệu quả nhiều bụi.

#### Ngoài đường
Thường ở những nơi đông đúc, nhiều khói bụi, xuất hiện nhiều xe có tính năng phun nước xuống lòng đường, làm sạch đường và làm giảm bụi trong không khí. Ngoài ra cũng phải kể đến tác dụng của các hồ chứa, hồ điều hòa, cây cối góp phần làm không khí trong lành hơn.

## Trong khoảng không vũ trụ
Bụi luôn tồn tại trong khoảng không vũ trụ và có thể quan sát thấy khi chúng làm nhòe ảnh các ngôi sao, hay tạo nên các nền hấp thụ hoặc phát xạ sóng điện từ. Bụi và khí trong vũ trụ có thể tự tụ tập lại dưới lực hấp dẫn để sinh ra các hệ hành tinh. Kích thước các hạt bụi này lớn hơn hạt bụi thông thường, khoảng từ vài milimét đến vài mét.